# Corral Falso
Corral Falso è un comune (corregimiento) della Repubblica di Panama situato nel distretto di San Francisco, provincia di Veraguas. Si estende su una superficie di 38 km² e conta una popolazione di 469 abitanti (censimento 2010).